# 야하타촌 (오이타현 미나미아마베군)
야하타촌 (八幡村)은 오이타현 미나미아마베군에 있던 촌이다. 현재의 사이키시의 일부에 해당한다.